# Peatonal Curuguaty

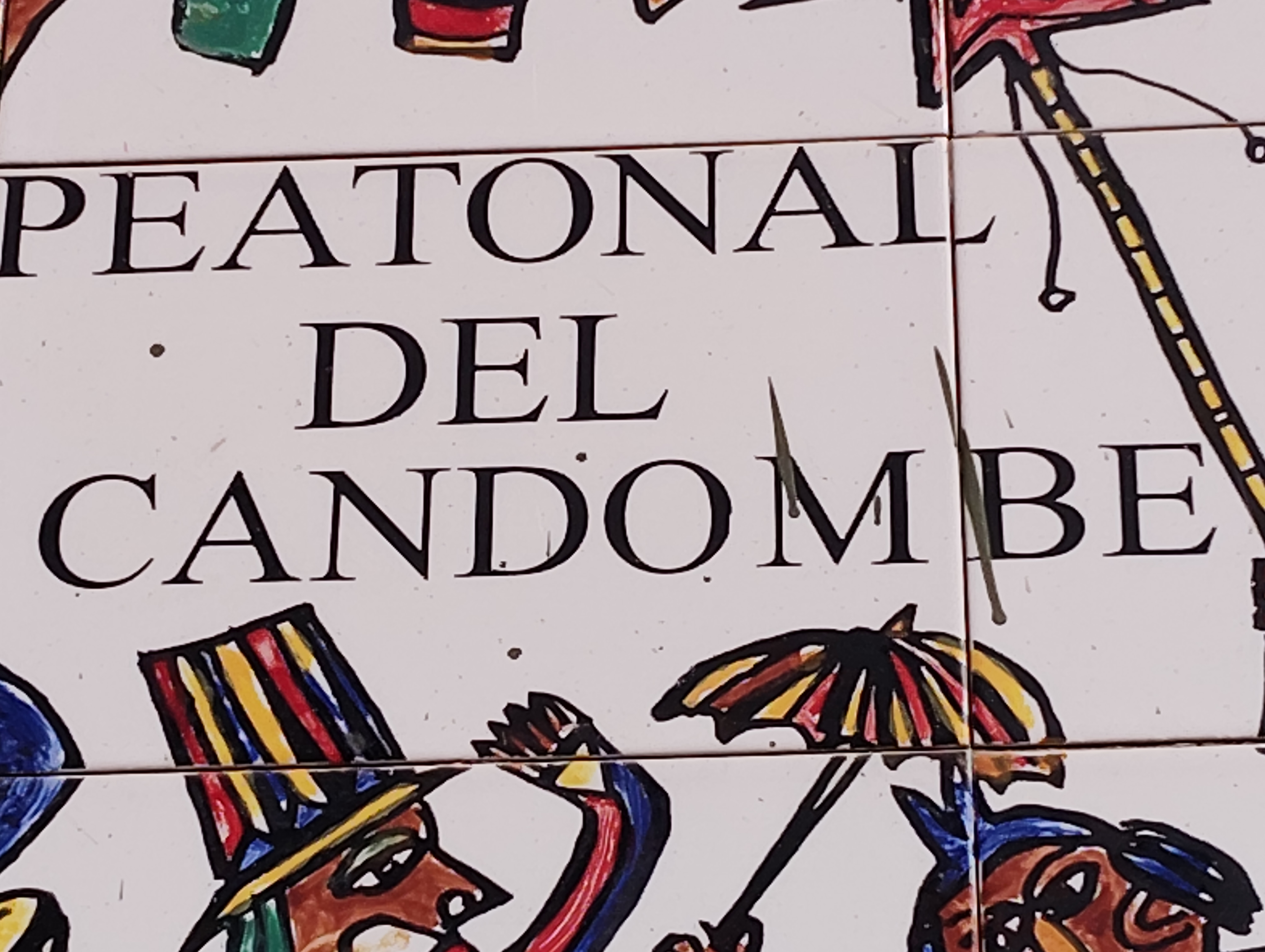
Mural de la Peatonal Curuguaty.

Peatonal Curuguaty es una calle del Barrio Sur de la ciudad de Montevido. Se trata de una calle peatonal de una cuadra, que conserva gran parte de sus construcciones históricas y su antiguo empedrado. Por su valor patriomonial y urbanístico, forma parte del circuito histórico y cultural del barrio.
La peatonal se inicia en la Plaza Carlos Gardel, situada en la intersección de la avenida Gonzalo Ramírez con la calle Zelmar Michelini. Se extiende hacia el Sureste hasta la esquina de las calles Héctor Gutiérrez Ruiz y José María Roo. Debido a su atípica traza ortogonal da forma a una manzana triangular.
Originalmente denominada calle "del Paraguay", su nombre fue sustituido por Curuguaty en 1915, al denominarse Paraguay a otra calle más central de la ciudad. En 2007, a propuesta de la Asociación Cultural Tangó, pasa a llamarse calle Curuguaty - Peatonal del Candombe, por Decreto de la Junta Departamental de Montevideo.
La peatonal Curuguaty ha sido objeto de intervenciones de recuperación urbanística en el marco un convenio entre la Intendencia de Montevideo y el Ministerio de Turismo, firmado el 31 de diciembre de 2001. Con el proyecto de peatonalización y rehabilitación, se buscó revertir lo que se percibía como un proceso de degradación física y social, recuperar inmuebles en deterioro e integrar esta calle al circuito turístico de la ciudad. Actualmente la peatonal y sus alrededores muestran indicios de un proceso de gentrificación.
En esta calle tienen sede diversos centros culturales vinculados con la cultura afrouruguaya y con el candombe, como la popular comparsa Cuareim 1080 y la mencionada Asociación Tangó, fundada por Martha Gularte. 